# Sompolno (gmina)
Sompolno (dawniej gmina Lubstów) – gmina miejsko-wiejska w województwie wielkopolskim, w powiecie konińskim. Siedzibą gminy jest Sompolno. W latach 1975–1998 gmina położona była w województwie konińskim.

## Struktura powierzchni
Według danych z roku 2002 gmina Sompolno ma obszar 137,36 km², w tym:
- użytki rolne: 72%
- użytki leśne: 11%

Gmina stanowi 8,7% powierzchni powiatu.

## Demografia
W latach 2002–2011 liczba mieszkańców gminy wynosiła ok. 10,5 tysiąca. W okresie tym ubyło kobiet i przybyło mężczyzn. Odsetek ludności wiejskiej wynosił ok. 65%. Według danych uzyskanych w czasie Narodowego Spisu Powszechnego 31 marca 2011 gminę zamieszkiwało 10 553 osób, w tym 6836 osób (64,8%) zamieszkiwało tereny wiejskie.Szczegółowo zmiany demograficzne zamieszczone zostały w tabeli (stan w dniu 31 grudnia danego roku):

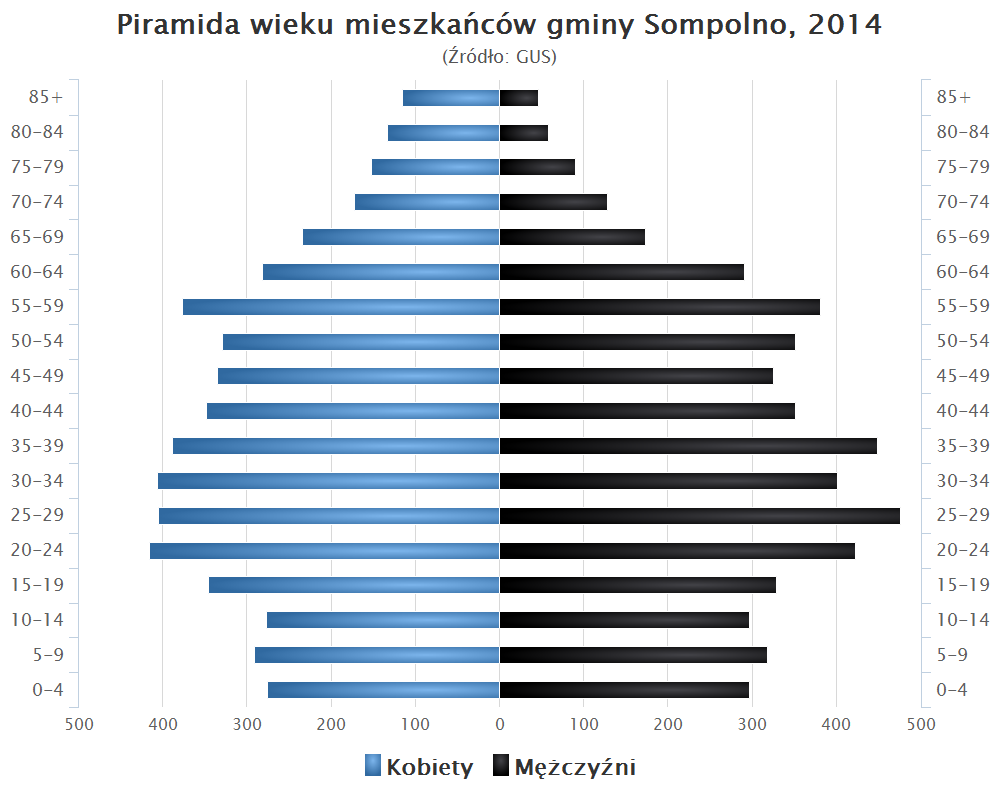
Piramida wieku mieszkańców gminy Sompolno w 2014 roku

| Rok  | Ludność ogółem | Kobiety | Kobiety | Mężczyźni | Mężczyźni | Ludność wiejska | Ludność wiejska |
| ---- | -------------- | ------- | ------- | --------- | --------- | --------------- | --------------- |
| Rok  | Ludność ogółem | osób    | %       | osób      | %         | osób            | %               |
| 2002 | 10 564         | 5384    | 51      | 5180      | 49        | 6888            | 65,2            |
| 2003 | 10 523         | 5357    | 50,9    | 5166      | 49,1      | 6842            | 65              |
| 2004 | 10 535         | 5359    | 50,9    | 5176      | 49,1      | 6835            | 64,9            |
| 2005 | 10 543         | 5364    | 50,9    | 5179      | 49,1      | 6841            | 64,9            |
| 2006 | 10 536         | 5373    | 51      | 5163      | 49        | 6824            | 64,8            |
| 2007 | 10 471         | 5338    | 51      | 5133      | 49        | 6828            | 65,2            |
| 2008 | 10 468         | 5331    | 50,9    | 5137      | 49,1      | 6845            | 65,4            |
| 2009 | 10 458         | 5306    | 50,7    | 5152      | 49,3      | 6848            | 65,5            |
| 2010 | 10 467         | 5305    | 50,7    | 5162      | 49,3      | 6843            | 65,4            |
| 2011 | 10 556         | 5325    | 50,4    | 5231      | 49,6      | 6858            | 65              |

## Oświata
- Szkoła Podstawowa im. Pierwszej Kadrowej w Mąkolnie,
- Szkoła Podstawowa w Marianowie,
- Szkoła Podstawowa w Sompolnie,
- Szkoła Podstawowa w Lubstowie,
- Szkoła Podstawowa w Ośnie Górnym[5]

## Ochotnicza Straż Pożarna
- OSP Sompolno[6],
- OSP Mąkolno,
- OSP Lubstów,
- OSP Mostki,
- OSP Racięcice,
- OSP Wierzbie,
- OSP Stefanowo[7]

## Koło Gospodyń Wiejskich
- Koło Gospodyń Wiejskich w Lubstówku,
- Koło Gospodyń Wiejskich Stowarzyszenie Sąsiedzkie w Paprocinie,
- Koło Gospodyń Wiejskich w Mąkolnie,
- Koło Gospodyń Wiejskich w Lubstowie,
- Koło Gospodyń Wiejskich w Mostkach,
- Koło Gospodyń Wiejskich Stowarzyszenie Na Rzecz Rozwoju Wsi Sycewo,
- Koło Gospodyń Wiejskich Stowarzyszenie Na Rzecz Rozwoju Wsi Nowa Wieś,
- Koło Gospodyń Wiejskich Racięcice,
- Koło Gospodyń Wiejskich w Wierzbiu "Czerwone Korale"[8]

## Miejscowości gminy

### Wsie sołeckie
Belny, Biele, Janowice, Kolonia Lipiny, Koszary, Lubstów, Lubstówek, Marcjanki, Marianowo, Mąkolno, Mostki, Nowa Wieś, Ostrówek, Ośno Górne, Police, Przystronie, Racięcice, Sompolinek, Stefanowo, Sycewo, Wierzbie, Zakrzewek.

### Pozostałe wsie oraz kolonie
Błonawy, Dąbrowa, Grądy, Jesionka, Kazubek, Kolonia Wierzbie, Łagiewniki, Marcinkowo, Młynek, Paprocin, Płoszewo, Romanowo, Siedliska, Spólnik, Suszewy, Szczerkowo, Wroczewo, Zofia.

### Części miejscowości
Bagno, Bronisława, Czamża, Drzewiec, Jaźwiny, Klonowa, Krycha (część miasta Sompolna), Nadjezioro, Olszewo, Ośno Dolne, Ośno Podleśne, Piaski, Racięcice-Kolonia, Radowo, Ryn, Smolarnia, Smólniki Mostkowskie, Wymysłowo, Zdrojki, Zielona Baba, Zielona Ulica (część miasta Sompolna).

## Sąsiednie gminy
Babiak, Kramsk, Osiek Mały, Ślesin, Wierzbinek